# Mycena kurramulla
Mycena kurramulla är en svampart som beskrevs av Grgur. 1997. Mycena kurramulla ingår i släktet Mycena och familjen Mycenaceae.   Inga underarter finns listade i Catalogue of Life.